# فریبا رضایی
فریبا رضایی (زادهٔ ۳ سپتامبر ۱۹۸۵) یک جودوکار اهل افغانستان است.
او در وزن ۷۰ کیلوگرم جودو بازی‌های المپیک تابستانی ۲۰۰۴ شرکت کرده‌است.